# Strange Journey
Pour plus de détails, voir Fiche technique et Distribution.
Strange Journey (littéralement : Étrange voyage) est un film américain réalisé par James Tinling, sorti en 1946.

## Fiche technique
- Titre : Strange Journey
- Réalisation : James Tinling
- Assistant-réalisateur : Rex Bailey
- Scénario : Charles Kenyon (en) et Irving Elman
- Photographie : Benjamin H. Kline
- Montage :  William F. Claxton
- Musique : Rudy Schrager
- Direction artistique : Robert Peterson (en)
- Décors :  Edward G. Boyle
- Costumes :
- Son :  Buddy Myers
- Producteur : Sol M. Wurtzel
- Société de production : Sol M. Wurtzel Productions
- Société de distribution : Twentieth Century Fox
- Pays d'origine :  États-Unis
- Langue : Anglais américain
- Métrage : 1 792,85 m (7 bobines)
- Format : Noir et blanc — 35 mm — 1,37:1 — Son : Mono (Western Electric Mirrophonic Recording)
- Genre : Film dramatique, Film policier, Film d'aventure, Film d'action
- Durée : 65 minutes (1 h 5)
- Dates de sortie : 
  - États-Unis : 3 octobre 1946
  - Mexique : 26 septembre 1947

## Distribution
- Paul Kelly : Lucky Leeds
- Osa Massen : Christine Jenner
- Hillary Brooke : Patti Leeds
- Lee Patrick : Mme Lathrop
- Bruce Lester : Roger Blythe
- Gene Roth (en)	: Hansen
- Kurt Katch (en) : Horst
- Fritz Leiber : Prof. Jenner
- Larry J. Blake : Karl
- Joseph Crehan : Thompson
- Louise Franklin : Nellie
- Daniel De Jonghe : un Allemand
- Peter Michael : un Allemand
- Kurt Neumann : un Allemand